# Botryobasidium piliferum
Botryobasidium piliferum ist eine Ständerpilzart aus der Familie der Traubenbasidienverwandten (Botryobasidiaceae). Sie bildet resupinate, spinnwebartige Fruchtkörper aus, die auf Totholz wachsen. Das Verbreitungsgebiet von Botryobasidium piliferum umfasst das westafrikanische Gabun. Eine Anamorphe der Art ist bislang nicht bekannt.

## Merkmale

### Makroskopische Merkmale
Botryobasidium piliferum besitzt aschgraue bis alt gelbliche, gespinstartige und dünne Fruchtkörper, die resupinat (also vollständig anliegend) auf ihrem Substrat wachsen und unter der Lupe leicht netzartig erscheinen.

### Mikroskopische Merkmale
Wie bei allen Traubenbasidien ist die Hyphenstruktur von Botryobasidium piliferum monomitisch, besteht also ausschließlich aus generativen Hyphen, die sich rechtwinklig verzweigen. Die Basalhyphen sind gelblich, dickwandig, meist 9–15 µm breit und nicht inkrustiert. Die basal 9–12, weiter oben 4–6 µm dicken Subhymenialhyphen sind subhyalin, stark verzweigt und dünnwandig. Gelegentlich sind Zystiden von 50–70 × 4,5–6 µm ausgebildet. Die Art verfügt nicht über Schnallen. Der Pilz besitzt zunächst leicht subzylindrische, später taillierte Basidiolen. Die meist sechssporigen Basidien der Art wachsen in Nestern, werden 9–12 × 5–5,5 µm groß, sind mittig verdickt und an der Basis einfach septiert. Die Sporen sind frontal ellipsoid, seitlich subzylindrisch bis subnavicular geformt und meist 4,5–7 × 2–3 µm groß. Sie sind glatt, hyalin und dünnwandig.

## Verbreitung
Die bekannte Verbreitung von Botryobasidium piliferum umfasst lediglich die Typlokalität in Gabun.

## Ökologie
Botryobasidium piliferum ist ein Saprobiont, der Totholz besiedelt. Die Substrate wurden bislang nicht näher bestimmt, gefunden wurde die Art bislang stets in küstennahen Biotopen.